# Universidad Sun Yat-sen de Moscú
La Universidad Sun Yat-sen de Moscú (莫斯科中山大學, nombre oficial soviético Universidad Comunista Sun Yat-sen de los Trabajadores de China, Коммунистический университет трудящихся Китая имени Сунь Ятсена) fue una escuela del Comintern, que funcionó entre los años 1925 y 1930. Fue un campo de entrenamiento para los revolucionarios chinos tanto del Kuomintang (KMT) como del Partido Comunista de China.

## Orígenes
En 1923, el doctor Sun Yat-sen, fundador del Kuomintang, hizo muestras de apertura política hacia los comunistas chinos y la URSS. Sun se había dado cuenta de que el KMT necesitaba entrenar a más revolucionarios chinos, pues veía imposible construir una república en China confiando en las sociedades secretas y los señores de la guerra, como el KMT había intentado.
La Universidad Sun Yat-sen comenzó sus clases el 7 de noviembre de 1925, en el 8º aniversario de la Revolución de Octubre.  La Universidad fue creada dividiendo al personal del departamento chino de la Universidad Comunista del Este, que tenía unos cien estudiantes chinos matriculados. La Universidad fue bautizada con el nombre del doctor Sun como muestra de respeto por su contribución a la Revolución China.
La universidad está situada en el número 16 de la calle Voljona, en una antigua y bonita parte de Moscú a unos treinta minutos de camino desde el Kremlin, que en la Rusia zarista de principios del siglo XIX, había sido el Colegio Superior Primero Provincial de Moscú (gubernski gimmnazia).
Mijaíl Borodin, el consultor enviado por la URSS, dirigió la primera matriculación de estudiantes. Estos estudiantes eran élites escogidas entre los miembros del KMT y del PCC. La principal misión de esta universidad era educar a los estudiantes en el marxismo-leninismo, así como entrenar cuadros para el movimiento de masas que actuarían como bolcheviques.

## Trabajo

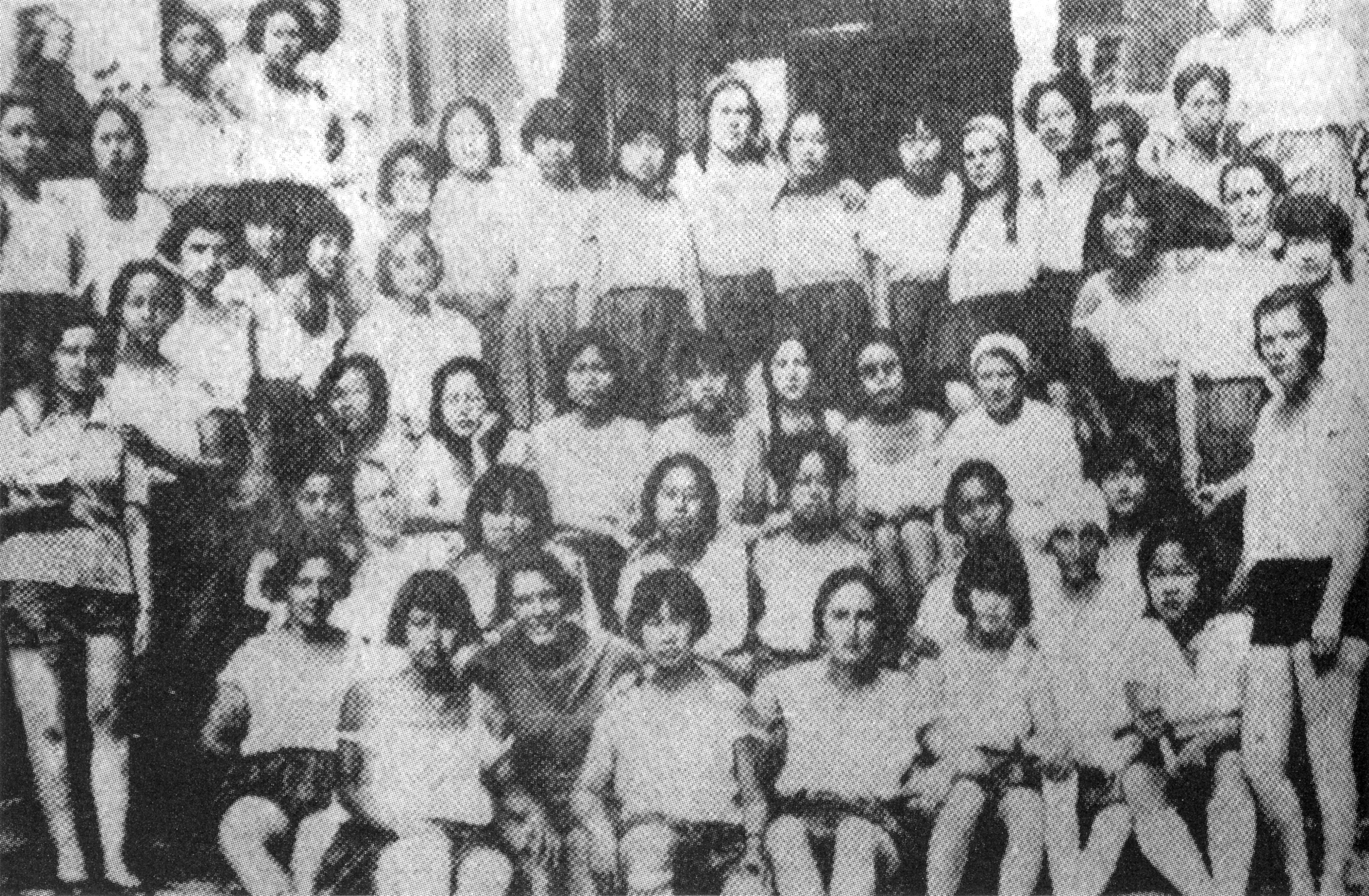
Estudiantes y conferenciantes de la Universidad Sun Yat-sen de Moscú (1926).

La mayoría de los instructores procedían de la URSS. Entre ellos estaban viejos bolcheviques como Karl Radek, que fue el primer rector de la universidad. Los estudiantes provenían de diferentes clases y orígenes: algunos eran famosos estudiosos o revolucionarios comunistas, mientras que otros tenían poca educación pero mucha experiencia en movimientos comunistas. La universidad agrupó estos estudiantes en diferentes clases de acuerdo a su nivel de educación y experiencia.
Los cursos dados en la universidad se concentraban en las teorías básicas del marxismo. Los estudiantes también aprendían métodos de movilización y propaganda, así como instrucción militar práctica y teórica.
Además de estos cursos, había conferencias regulares sobre movimientos internacionales comunistas y la situación china llevadas a cabo por prominentes miembros de la Internacional Comunista, el Gobierno soviético y el Partido Comunista de China. Estos incluían a Stalin, Zhang Guotao o Xiang Zhongfa.
Aunque los cursos de estudio duraban sólo dos años, la universidad tenía una gran influencia sobre aquellos a los que formaba. Remarcables graduados en esta universidad fueron los Veintiocho bolcheviques, Chiang Ching-kuo, Zuo Quan, Deng Xiaoping, He Zhonghan y Deng Wenyi. Muchos de ellos tuvieron papeles activos en la República Popular China.

## Cambio político y clausura

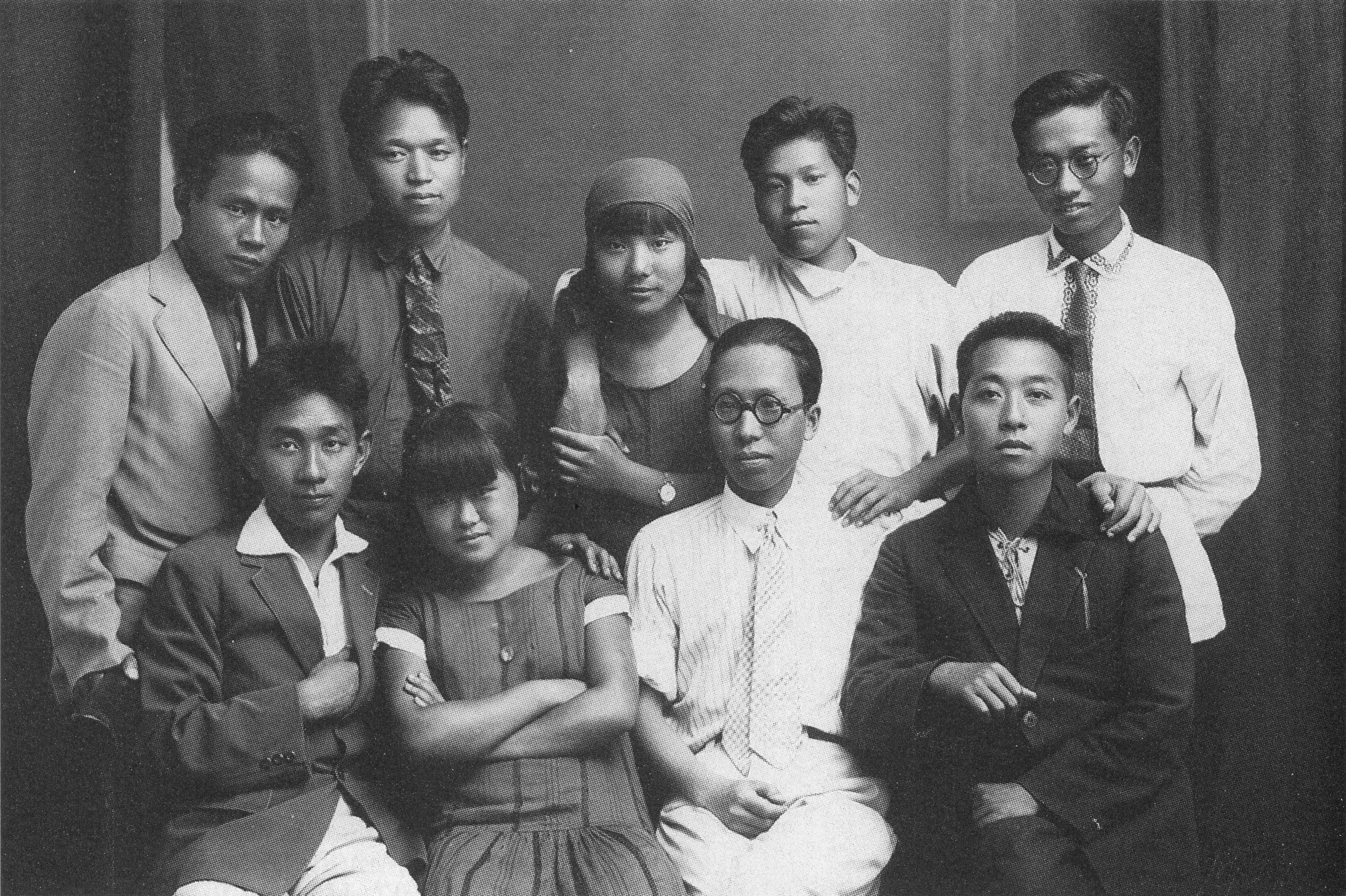
Estudiantes de la Universidad Comunista Sun Yat-sen.

En abril de 1927, con la ruptura de la alianza entre el PCC y el KMT, los estudiantes del KMT fueron enviados de regreso a su patria. En la cima de la lucha de poder entre Stalin y Trotski, Radek fue depuesto y reemplazado por su diputado, Pavel Mif, que era demasiado ambicioso para limitarse a un campus universitario, por lo que se nombró vicedirector del Departamento del Lejano Oriente de la III Internacional, teniendo un papel importante en las decisiones del PCC. Con sus 28 bolcheviques ocupando importandes posiciones en este Partido, Mif y la universidad se habían asegurado un papel importante en la historia moderna de China.
La universidad fue cerrada a mediados de la década de 1930 debido a la ruptura de la alianza con el KMT.